# Дубинский, Александр Анатольевич
Алекса́ндр Анато́льевич Дуби́нский (укр. Олександр Анатолійович Дубінський; род. 18 апреля 1981, Киев) — украинский журналист, телеведущий, блогер, ютубер, депутат Верховной рады Украины IX созыва, ранее — член партии «Слуга народа». Заместитель председателя Комитета Верховной рады по вопросам финансов, налоговой и таможенной политики. Член конкурсной комиссии по отбору независимых членов наблюдательных советов государственных банков.
Известен прежде всего как ведущий программы «Гроші» на телеканале 1+1. Также имеет свой YouTube-блог, в котором обсуждает политические темы.

## Биография
Родился в Киеве в еврейской семье. После школы поступил в техникум налоговой академии. По его словам имеет также два высших образования: Института пищевых технологий по специальности «бухгалтер и аудит» и Киевского политехнического института «инженер-электрик».
С 18 лет работал на киевском радиорынке. К 23 годам имел несколько точек. Тогда же, в 2004 году, пришёл в «Экономические известия», где уже через год был спецкором. Полностью оставил рынок в 25 лет.
В 2009 году был назначен главным редактором еженедельного журнала «Kyiv Weekly», который издавался медиахолдингом «Эволюшен Медиа» на трех языках: украинском/английском и русском/английском. Параллельно работал хроникёром на Шустер Live.
На протяжении 2007—2009 годов получал награды за журналистскую деятельность — как лучший финансово-экономическим журналист Украины по результатам конкурса Премия деловых кругов. В 2008 году был признан лучшим банковским журналистом по версии НБУ.
В 2010 году перешёл на 1+1 на должность редактора и креативного продюсера. Участвовал в работе над несколькими проектами.
По данным расследования издания «Bihus.Info» в 2013 году Дубинский занимался распространением ложной информации против Евромайдана по заказу ближайшего окружения тогдашнего министра доходов и сборов Александра Клименко.
В 2014 году стал ведущим программы «Гроші», неоднократно побеждавшей на конкурсе Телетриумф. Дубинский пришёл на замену Жану Новосельцеву, который ушёл из-за несогласия с политикой редакции телеканала.
В мае 2017 года начал вести видеоблог на YouTube.
По данным издания Слідство.Інфо в 2017 году Дубинский купил румынское гражданство через фирму, сделавшую ему поддельные документы о наличии румынских корней.

### Политическая карьера
На досрочных парламентских выборах 2019 года баллотировался в народные депутаты Украины по мажоритарному округу 94 (Обуховский и Васильковский районы Киевской области). Своей целью декларировал стремление помешать пройти в Раду Игорю Кононенко, бизнес-партнёру Порошенко. 9 июня пришёл на съезд партии «Слуга народа», где оглашали список кандидатов на выборы от партии. Там же предложил себя, как мажоритарщика от имени партии, что тут же было утверждено. Победил на своём округе, набрав 40,94 % голосов.
Член партии «Слуга народа», председатель Киевской областной организации.
Согласно данным гражданской сети «ОПОРА», которая проанализировала голоса народных депутатов за период работы парламента, Дубинский чаще всех голосует вразрез с позицией своей фракции.
В качестве народного депутата его часто приглашают на ток-шоу по актуальным темам разные украинские информационные телеканалы: НАШ, NewsOne, ZIK, 112 Украина, 1+1 и так далее. 15 мая 2020 года Евгению Кравчук и других коллег из фракции «Слуга народа» возмутило, что несмотря на полученное Дубинским приглашение — его не пропустили в эфир ток-шоу «Свобода слова» Савика Шустера на телеканале «Украина», когда темой было состояние энергетической отрасли.
11 января 2021 года в США ввели санкции против семи граждан Украины, в том числе Александра Дубинского. Министерство финансов США полагает, что эти люди связаны с депутатом Андреем Деркачом, которого в США считают «российским агентом» и обвиняют в попытке повлиять на президентские выборы в США в 2020 году. Против самого Деркача санкции были введены ещё в сентябре 2020 года. Дубинский эти обвинения отверг. По его мнению, должностные лица в США воспользовались «лживыми доносами аферистов».
28 января YouTube из-за санкций США удалил авторский канал нардепа.
2 февраля 2021 года был исключён из фракции «Слуги народа» (198 членов — за, 29 — против, 19 — не голосовали). До этого, по данным «Украинской правды», президент Владимир Зеленский безуспешно пытался лично уговорить Дубинского самостоятельно выйти из фракции. После этого партия решила рассмотреть вопросы о дальнейшем пребывании нардепа во главе Киевской областной организации и о его членстве в партии. На этом фоне 28 января в поддержку депутата и своего журналиста выступил телеканал «1+1», сделавший не объявленный заранее «отбеливающий» эфир своего ток-шоу «Право на власть» (ведущая программы Наталья Мосейчук не пыталась придерживаться нейтралитета, критиком нардепа из всех гостей оказался лишь один человек).

## Личная жизнь
В разводе с Лесей Цыбко. Детей нет.

## Уголовные дела
В начале 2018 года член СНБО Олег Гладковский обратился в СБУ с требованием открыть дело по обвинению Дубинского в государственной измене. Причиной стала публикация в телепрограмме «Гроші» документов, согласно которым Гладковский занимался бизнесом в России. СБУ открыла дело, но по обвинению о ложном сообщении угрозе безопасности граждан.
В середине ноября 2023 года был арестован по делу о госизмене. По данным СБУ, по крайней мере с 2019 года Дубинский под позывным «Буратино» работал в агентурной сети ГРУ, осуществлявшей «информационно-подрывную деятельность в пользу России». В задачи сети, по версии СБУ, входили «расшатывание общественно-политической ситуации в Украине и дискредитация страны на международной арене». Сам Дубинский заявил, что его преследуют за критику Владимира Зеленского и главы офиса президента Андрея Ермака.

## Скандалы и критика
27 января 2019 года Александр опубликовал пост в Facebook о том, что на съезде Порошенко, который проходил в тот день, был «шанс пустить туда газ». Первый вице-спикер Верховной рады Украины Ирина Геращенко написала, что это «за гранью» отметив, что пост сделан в годовщину освобождения Освенцима. В результате, в эфире телепрограммы на канале ZIK, где присутствовал Дубинский, 5 человек (представители власти и два человека, которых связывают с пятым президентом Украины Петром Порошенко), поставили в прямом эфире ультиматум, что они уйдут, если не уйдёт Александр. В итоге все 5 ушли.
11 ноября 2019 года на сайте Bihus.info вышло журналистское расследование относительно собственности Дубинского. По данным издания семья Дубинского владеет двумя десятками автомобилей и двумя десятками квартир. Часть имущества при этом записано на жену Лесю Цыбко, а часть на маму Александра. Сам Дубинский не стал опровергать появившуюся информацию, но отметил, что всё имущество им было приобретено ещё до того, как он стал депутатом, а деньги были заработаны честно. Наличие у матери Maserati Дубинский объяснил тем, что «мама любит скорость» (укр. Мама любить швидкість). На Украине это выражение стало мемом.
В своём Telegram Дубинский часто приписывает заявления и информацию неизвестным источникам, пытаясь избежать ответственности.
По словам депутата Верховной Рады Украины VIII созыва Сергея Лещенко, Дубинский в 2016 году встречался с Рудольфом Джулиани, личным адвокатом Дональда Трампа